# Mladen Baraković
Mladen Baraković Lima (Zagreb, 3. kolovoza 1950. – 24. siječnja 2021.) hrvatski je jazz glazbenik i kontrabasist.
U Zagrebu je završio gimnaziju i glazbenu školu. Nastupao je s brojnim hrvatskim, ali i svjetskim glazbenicima poput Kaya Windinga, Ursule May, Michaela Urbaniaka, Georgija Garagnana, Pepina Principa, Csabe Desea, Rona Ringwooda i drugih. Član je jazz sastava Boilers Quartet s kojim je u suradnji s Boškom Petrovićem objavio nekoliko albuma Some Blues, Abstract Lights i St. Miles Infirmary te sastava Boilers All Starsa s kojim je snimio album That's It.
Kao istaknuti jazz glazbenik bio je dugogodišnji član Big Banda Hrvatske Televizije. Višestruki je dobitnik nagrade Status Hrvatske glazbene unije za najboljeg kontrabasista.